# Lista chorążych reprezentacji Nigru na igrzyskach olimpijskich
Lista chorążych reprezentacji Nigru na igrzyskach olimpijskich – lista zawodników i zawodniczek reprezentacji Nigru, którzy podczas ceremonii otwarcia nowożytnych igrzysk olimpijskich nieśli flagę Nigru.

## Chronologiczna lista chorążych
| Lp. | Rok i miejsce     | Chorąży                  | Dyscyplina    |
| --- | ----------------- | ------------------------ | ------------- |
| 1   | 1964, Tokio       | b.d.                     |               |
| 2   | 1968, Meksyk      | b.d.                     |               |
| 3   | 1972, Monachium   | Issaka Daboré            | Boks          |
| 4   | 1984, Los Angeles | Boubagar Soumana         | Boks          |
| 5   | 1988, Seul        | b.d.                     |               |
| 6   | 1992, Barcelona   | b.d.                     |               |
| 7   | 1996, Atlanta     | Abdou Manzo              | Lekkoatletyka |
| 8   | 2000, Sydney      | Mamane S Ani Ali         | Lekkoatletyka |
| 9   | 2004, Ateny       | Abdou Alassane Dji Bo    | Judo          |
| 10  | 2008, Pekin       | Mohamed Alhousseini      | pływanie      |
| 11  | 2012, Londyn      | Moustapha Abdoulaye Hima | Boks          |
| 12  | 2016, Rio         | Abdoul Razak Issoufou    | Taekwondo     |
| 13  | 2020, Tokio       | Abdoul Razak Issoufou    | Taekwondo     |
| 13  | 2020, Tokio       | Roukaya Mahamane         | pływanie      |